# Ludvig Magnus Bååth
Ludvig Magnus Bååth (født 4. marts 1874 i Truve, Skaraborgs län, død 7. juni 1960 i Stocksund) var en svensk arkivar og historiker. Han var søn af Johan Ludvig Bååth.
Bååth blev 1895 student och 1905 dr. phil. i Uppsala, 1902 ekstraordinær och 1909 ordentlig amanuensis, 1910 2. samt 1918 1. arkivar og sektionschef i Riksarkivet. Han gennemførte efter offentligt opdrag 1920–23 tidvis for en af Riksarkivet planlagt række pavebrev fra middelalderen vedrørende Sverige forskninger i Vatikanerarkivet. Bååth forfattede blandt andet Bidrag till den kanoniska rättens historia i Sverige (1905), Upplands förvaltning (i "Uppland. Skildring af land och folk", 1908), Helgeandsholmen och Norrström från äldsta tid till våra dagar (2 delar, 1916–18) og artikler i Historisk tidskrift, Ord och Bild, Samfundet S:t Eriks årsbok och Nordisk familjebok samt udgav 3. oplag af Styffes "Skandinavien under unionstiden" (1911) og Karl Henrik Karlssons register till Svenskt diplomatarium I–II (1910) samt fortsatte Hans Hildebrands editioner af Stockholms stads jordebok 1474–98 (1914) og skottebok 1501–10 (1915).